# Vortesvin
Almindeligt vortesvin (Phacochoerus africanus) er et afrikansk svin og en underorden af parrettåede hovdyr, som er naturligt udbredt i Afrika syd for Sahara. Vortesvin når en længde på 0,9-1,5 m med en hale på 25-50 cm, en højde på 60-90 cm og en vægt på 50-150 kilo.
Det kompakte dyr har grå pels og lange tynde ben. De fire vortelignende gevækster i hovedet har givet dyret sit navn. De op til 60 cm lange hjørnetænder gør dyret populær blandt trofæjægere. Lokalbefolkningen jager vortesvinet for dets velsmagende kød.
Ulig andre svin bor det i jordhuler, og dyret bruger tænderne som graveredskab og til at forsvare sig med.
Det foretrukne fødeemne er græs.
Hjortesvin lever i små familieflokke og føder 1-8 (det normale er 3-7) grise pr. kuld. Grisene dier i op mod 4 måneder.
Det er et dagaktivt dyr, som kan løbe med en fart på op til 55 kilometer i timen. Under løb står halen lige op i vejret.